# 風間信彦
風間 信彦（かざま のぶひこ、1958年7月18日 - ）は、日本の男性声優、ナレーター。長野県出身。青二プロダクション所属。

## 人物
以前は西村事務所、仕事に所属していた。
声優としては多数のアニメに出演しており、ナレーションや俳優として舞台に出演経験もあり、幅広く活躍。
資格は全日本スキー連盟1級。

## 出演
太字はメインキャラクター。

### テレビアニメ
1993年
- GS美神（ガイコツ武者、レポーター）
- SLAM DUNK（1993年 - 1996年、花形透、夏目博志、鶴見精二、鶴見啓二、竜、結城、中村 他）
- バトルスピリッツ 龍虎の拳（警官）
- 美少女戦士セーラームーンR（1993年 - 1996年、司会者、若者、人形歯科医、ビリビリ野郎、トリマー） - 4シリーズ

1994年
- 蒼き伝説 シュート!（男子生徒、ハンス・クーガー、矢野利己、西崎、マネージャー、高木）
- 銀河戦国群雄伝ライ（法権）
- 剣勇伝説YAIBA（ミカヅキ）
- 真拳伝説タイトロード（キース・ブランドー）
- ママレード・ボーイ（後藤、今井、警官）

1995年
- アニメ世界の童話（ウィル、子分、パパ）
- 空想科学世界ガリバーボーイ（大工、リーゼントホース）
- ご近所物語（体育の先生）
- キテレツ大百科（上野）
- ドラゴンボールZ（ライフル銃の男）

1996年
- クレヨンしんちゃん（竹ノ塚）
- ゲゲゲの鬼太郎（第4作）（1996年 - 1998年、銀八、直也の父、次郎、友松、原田、遠山、ペナンガラン 他）
- ドラゴンボールGT（ドマ、部下）
- フォーチュン・クエストL（エイブスの部下、兵士）

1997年
- 中華一番!（1997年 - 1998年、不良A、料理人A、裏の料理人、黄大人）
- 超魔神英雄伝ワタル（村人）
- ドクタースランプ（1997年 - 1999年、ガラ、ロドリゲス、タイム君、パタパタ山、月、ブタくん、ブルー将軍 他）

1998年
- ロスト・ユニバース（警備員、所員A、手下A、警官、男 他）
- ヨシモトムチッ子物語（カミキリムシカトウ）

1999年
- ONE PIECE（海賊D）

2001年
- 王ドロボウJING
- はじめの一歩（青木の対戦相手）

2004年
- サムライチャンプルー（リュウ）

2005年
- BLEACH（桑田怜恩）

2017年
- ドラえもん（テレビ朝日版第2期）（ナレーション）

2018年
- ムヒョとロージーの魔法律相談事務所（老試験官）

### 劇場アニメ
1993年
- Coo 遠い海から来たクー（サム）

1994年
- GS美神 極楽大作戦!!（TVアナウンサー）
- スラムダンク 全国制覇だ! 桜木花道（夏目博志）

1995年
- スラムダンク 湘北最大の危機! 燃えろ桜木花道（鶴見兄弟）
- ドラゴンボールZ 龍拳爆発!!悟空がやらねば誰がやる（強盗）
- 美少女戦士セーラームーンSuperS セーラー9戦士集結!ブラック・ドリーム・ホールの奇跡（バナーヌ）
- ママレード・ボーイ（支配人）

1996年
- ゲゲゲの鬼太郎 大海獣（社員A）

### OVA
1991年
- スローステップ（チンピラC）

1992年
- 機神兵団（上村）

1993年
- 湘南爆走族（徳竹俊二）
- 超時空世紀オーガス02（ジロファ、騎兵、ザーフレン使者、パイロット、衛兵）

1994年
- 誕生 〜Debut〜（マネージャー）

1996年
- BURN-UP W（ジャッカル・ヘッド）
- ファイアーエムブレム 紋章の謎

1999年
- 美しいお面
- メルティランサー The Animation（収監施設オペレーター ア）

### ゲーム
1992年
- スーパーシュヴァルツシルト2（ファビオス）

1993年
- オーロラクエスト おたくの星座 IN ANOTHER WORLD（ナーガ）

1994年
- ロードス島戦記II（アルド・ノーバ）

1995年
- スーパースラムズ -FROM TV ANIMATION SLAM DUNK-（花形透）※アーケード版
- ツインビーヤッホー! ふしぎの国で大あばれ!!（モスグリーン少佐、ナンセンス大公）
- テレビアニメ スラムダンク2 IH予選完全版!!（花形透）※スーパーファミコン版

1997年
- ドラゴンナイト4（ロイドン）

1998年
- スペクトラルフォース2（シフォン）
- バトルトライスト

1999年
- マリオネットカンパニー

2001年
- ウィークネスヒーロー トラウマン（ダンディライオン）

2002年
- ゼノサーガ エピソードI［力への意志］（ヴァンダーカム）

2003年
- キャッスルヴァニア（マティアス・クロンクビスト）

2004年
- スーパーロボット大戦MX（北辰衆）

2005年
- 鋼の錬金術師3 神を継ぐ少女（イジー・トリガー）

2009年
- いつかこの手が穢れる時に -SPECTRAL FORCE LEGACY-（シフォン）

2010年
- ゼノブレイド（ヴァンダム）

2020年
- ゼノブレイド ディフィニティブ・エディション（ヴァンダム）

### 吹き替え
- きかんしゃトーマス（スマジャー、高山鉄道の客車達）
- 2 days トゥー・デイズ（ロイ・フォックス〈ピーター・ホートン〉）

### 特撮
1993年
- 電光超人グリッドマン（忍者怪獣シノビラーの声）

1996年
- ガメラ2 レギオン襲来（同時通訳）
- ビーファイターカブト（毒鰭獣オコゼゼゼの声）

1997年
- ウルトラマンティガ（アートデッセイ号通信士の声）
- 電磁戦隊メガレンジャー（エビネジレの声）

1999年
- ガメラ3 邪神覚醒（同時通訳）

### CD
- アニメイトCDコレクション サイバーボッツ（実況アナウンサー）
- CDドラマコレクションズ 三國志（孫乾公祐、張魯公祺）
- GファンタジーコミックCDコレクション ファイアーエムブレム暗黒竜と光の剣（側近）
- 街 第Qの男 〜QはquestionのQ〜（ヤセダ）
- レジェンド・オブ・クリスタニア〜はじまりの冒険者たち〜（ランデル）

### ナレーション
- FNNスーパーニュース（月〜金ニュース担当、文化芸能部ナレーション担当）
- めざましテレビ コーナーナレーション（めざまし教授）
- テレコンワールド（ナレーション.VO）
- 直行便ニューヨーク（ナレーション.VO）

### ボイスオーバー
- スッキリ!!（日本テレビ）
- ワイド!スクランブル（テレビ朝日）
- 世界・ふしぎ発見!（TBS）再現ビデオ出演
- 美の巨人たち（テレビ東京）

### 舞台
- アマデウス（松竹）
- 玄宗と楊貴妃（松竹）
- 玉三郎 演出「ロミオとジュリエット」（松竹）
- 真砂屋お峰（東宝）
- 細雪（東宝）
- 日本フィル交響楽団夏休みコンサート（マイム）

### イベント
- 東京おもちゃショー（バービー人形のマテル社ブースMC）
- 東京ガス大商談会 MC
- 石油活性化センターブース MC
- 世界旅行博（日本航空ブースMC）

### 映画
- 踊る大捜査線 THE MOVIE